# Dekagramska prizma
| Dekagramska prizma    | Dekagramska prizma               |
| --------------------- | -------------------------------- |
|                       |                                  |
| Vrsta                 | uniformni polieder               |
| Stranske ploskve      | 2 dekagrama 10 kvadratov         |
| Robovi                | 30                               |
| Oglišča               | 20                               |
| Konfiguracija oglišča | 10/3.4.4                         |
| Wythoffov simbol      | \| 2 10/3 \| 2                   |
| Simetrija             | D10h, [2,10], (*2.10.10), red 40 |
| Dualni polieder       | dekagramska bipiramida           |
| Lastnosti             | nekonveksna                      |
| Slika oglišč          |                                  |

Dekagramska prizma  je v geometriji ena v neskončni množici nekonveksnih prizem, ki jih sestavljajo trikotne stranske ploskve in dva pokrova, ki sta v tem primeru dekagrama.